# Özdemir Akbal
Özdemir Akbal (25 de julio de 1977) es un deportista turco que compitió en tiro con arco, en la modalidad de arco recurvo.
Ganó una medalla de bronce en el Campeonato Mundial de Tiro con Arco en Sala de 2001, una medalla de oro en el Campeonato Europeo de Tiro con Arco al Aire Libre de 2000, y una medalla de bronce en el Campeonato Europeo de Tiro con Arco en Sala de 2000.

## Palmarés internacional
| Campeonato Mundial en Sala       | Campeonato Mundial en Sala | Campeonato Mundial en Sala | Campeonato Mundial en Sala |
| Año                              | Lugar                      | Medalla                    | Prueba                     |
| -------------------------------- | -------------------------- | -------------------------- | -------------------------- |
| 2001                             | Florencia (Italia)         | Medalla de bronce          | Individual                 |
| Campeonato Europeo al Aire Libre |                            |                            |                            |
| Año                              | Lugar                      | Medalla                    | Prueba                     |
| 2000                             | Antalya (Turquía)          | Medalla de oro             | Equipo                     |
| Campeonato Europeo en Sala       |                            |                            |                            |
| Año                              | Lugar                      | Medalla                    | Prueba                     |
| 2000                             | Spała (Polonia)            | Medalla de bronce          | Equipo                     |